# Portrait de l'artiste (Cassatt)
Pour les articles homonymes, voir Portrait de l'artiste.
Portrait of the Artist, ou Portrait de l'artiste, est un autoportrait réalisé par la peintre américaine Mary Cassatt. Il a été peint à Paris en 1878, un an après qu’Edgar Degas a invité l'artiste à exposer avec les impressionnistes. Le tableau est conservé dans la collection du Metropolitan Museum of Art de New York.

## Description
La peinture est une aquarelle réalisée à la gouache sur papier. Cassatt a signé son œuvre, un de ses deux seuls autoportraits connus, en bas à gauche, en gouache bleue. L'influence impressionniste est nette, avec les couleurs contrastées, la pose asymétrique audacieuse et décontractée de la figure.
Louisine Havemeyer, que Cassatt a rencontrée à Paris en 1874, a acquis cette œuvre en 1879. Havemeyer deviendra la grande amie de Cassatt et mécène américaine, qui fera don d'une grande partie de sa collection au Metropolitan Museum of Art.